# Печора (городское поселение)
Печора — административно-территориальная единица (административная территория город республиканского значения с прилегающей территорией) и муниципальное образование (городское поселение с полным официальным наименованием муниципальное образование городского поселения «Печора») в составе муниципального района Печора Республики Коми Российской Федерации.
Административный центр — город Печора.
В состав муниципального образования входит город Печора.
Муниципальное образование «Печора» приравнено к районам Крайнего Севера.

## Население
| 2009    | 2010    | 2011    | 2012    | 2013    | 2014    | 2015    |
| ------- | ------- | ------- | ------- | ------- | ------- | ------- |
| 61 975  | ↘43 105 | ↘42 917 | ↘42 296 | ↘41 716 | ↘41 189 | ↘40 910 |
| 2016    | 2017    | 2018    | 2019    | 2020    | 2021    | 2024    |
| ↘40 653 | ↘40 048 | ↘39 400 | ↘38 784 | ↘38 229 | ↘35 254 | ↘34 001 |

## История
Статус и границы административной территории установлены Законом Республики Коми от 6 марта 2006 года № 13-РЗ «Об административно-территориальном устройстве Республики Коми».
Статус и границы городского поселения были установлены Законом Республики Коми от 5 марта 2005 года № 11-РЗ «О территориальной организации местного самоуправления в Республике Коми».

## Органы местного самоуправления
Структуру органов местного самоуправления составляют:
- Совет городского поселения «Печора» — представительный орган муниципального образования, состоит из 20 депутатов со сроком полномочий 4 года, работающих (включая председателя Совета) на неосвобожденной основе;

- Глава города Печора — глава городского поселения «Печора» — высшее должностное лицо муниципального образования;

- Администрация города Печора — администрация муниципального образования городского поселения «Печора» — исполнительно-распорядительный орган муниципального образования;

- Контрольно-счетная группа.

Глава города Печора является высшим должностным лицом муниципального образования, избирается на муниципальных выборах непосредственно жителями города Печора и возглавляет Администрацию города Печора, осуществляет свои полномочия на постоянной основе со сроком полномочий 4 года.